# Rock, Northumberland
Rock är en ort i civil parish Rennington, i grevskapet Northumberland i England. Orten är belägen 7 km från Alnwick. Rock var en civil parish 1866–1955 när det uppgick i Rennington. Civil parish hade 162 invånare år 1951.